# HBO
HBO (acronim pentru Home Box Office) este un canal de televiziune prin cablu cu sediul central în New York. Este deținut de Home Box Office, Inc., o companie Warner Bros. Discovery. HBO difuzează filme cinematografice, filme originale de televiziune precum și seriale originale. Printre serialele HBO cu succes la public se pot enumera: Urzeala tronurilor, Westworld, Oz, Totul despre sex, Euforia, Clanul Soprano, Curb Your Enthusiasm, Sub Pământ SRL, Carnivàle, Deadwood, Entourage, Camarazi de război, Rome, Detectivii din California, Imperiul din Atlantic City și Extras. HBO emite în încă 151 de țări.
În anul 2013, HBO a avut venituri de 1,7 miliarde de dolari.

## Istorie
HBO a fost prima televiziune care a fost difuzată numai în rețelele de cablu TV. În realitate, totul a început în 1965, după ce vizionarul Charles Francis Dolan a câștigat o franciză care îi permitea construirea unei rețele de cablu în Manhattan. Noua rețea de cablu numită Sterling Manhattan Cable by Mr. Dolan a fost prima rețea urbană din Statele Unite ale Americii care avea cablul îngropat. În loc să întindă cablul pe stâlpii de telefon și să folosească antenele cu microunde pentru a recepționa semnalele, Sterling a îngropat cablurile sub străzile din Manhattan, asta pentru că semnalele TV erau blocate de clădirile înalte (zgârie-nori). Time Life, Inc. a cumpărat în același an 20% din compania lui Dollan.
La începutul anilor 1970, căutând surse noi de profit, lui Dolan i-a venit ideea să creeze o televiziune "curată" pentru care abonații să plătească o taxă suplimentară pentru a primi filme care să nu fie întrerupte de reclame precum și evenimente sportive. Pentru a reuși să materializeze acest proiect, Dolan l-a angajat pe tânărul avocat Gerald Levin, care avea experiență în contractarea filmelor și evenimentelor sportive pentru televiziuni, ca vicepreședinte al departamentului de programe. 
Dolan a prezentat ideea lui de „televiziune curată” conducerii Time Life. Deși ideea unei distribuții prin satelit părea să fie o metodă avangardistă în acel moment, a reușit să convingă Time Life să îl sprijine. Astfel, "televiziunea curată" a devenit Home Box Office în 8 noiembrie 1972. HBO a început prin a folosi microundele pentru a distribui programele operatorilor de cablu. Primul program difuzat prin intermediu televiziunii plătite a fost meciul dintre New York Rangers / Vancouver Canucks, în rețeaua CATV din Wilkes Barre, Pennsylvania.
Sterling Manhattan Cable pierdea bani într-un ritm rapid datorită numărului mic de abonați (20 000 în Manhattan). Partenerul media al lui Dolan, Time Life, Inc., a câștigat astfel controlul asupra a 80 de procente din compania lui Sterling și a încercat să oprească aceste pierderi operaționale ale Sterling Manhattan. Time Life a renunțat la numele Sterling, rețeaua devenind Manhattan Cable Television și a obținut controlul asupra HBO în martie 1973. Gerald Levin l-a înlocuit pe Dolan ca președinte al HBO. În septembrie 1973, Time Life, Inc. a cumpărat în totalitate drepturile asupra acestui serviciu. HBO era difuzat în 14 sisteme de CATV din New York și Pennsylvania, dar rata de renunțare la abonament era excepțional de ridicată. Abonații încercau serviciul pentru câteva săptămâni, se plictiseau să vadă aceleași filme și astfel renunțau la serviciu. HBO se chinuia să supraviețuiască și trebuia neapărat făcut ceva pentru a schimba situația. Când HBO a ajuns în Lawrence, Massachusetts, a permis abonaților să vadă gratis programul pe canalul 3. După o lună, programul a fost mutat pe canalul 6 și a fost codat. Perioada de gratuitate s-a dovedit a fi foarte populară ducând la multe abonamente, conceptul fiind folosit mai apoi în toate celelalte localități.
În 1975, HBO devine primul program de televiziune care emite prin satelit când a difuzat „Thrilla in Manila”, meciul de box dintre Muhammad Ali și Joe Frazier. În 28 decembrie, 1981, HBO își extinde grila de programe la 24 de ore pe zi, șapte zile pe săptămână. (Cinemax emitea 24/7 de la înființare iar Showtime și The Movie Channel au trecut la emisie continuă mai devreme.) În ianuarie 1986, HBO devine și prima rețea de televiziune care își criptează semnalul pentru a împiedica vizionarea neautorizată prin intermediul sistemului Videocipher II. Mai târziu, HBO a fost una dintre primele televiziuni care a emis programe de înaltă definiție.
Inițial HBO era o parte din Time Inc.. Atunci când Time a fuzionat cu Warner Communications în 1989, a devenit parte a Time Warner, care este și acum proprietar.

### Cinemax
HBO administrează de asemenea rețeaua Cinemax, care este specializată mai mult pe filme și mai puțin pe seriale originale.